# 薩甘
薩甘（Sagan）是埃塞俄比亞南部南方各族州的小鎮，以鄰近韋托河支流薩甘河命名，座標5°35′N 37°46′E / 5.583°N 37.767°E，海拔1,066米。根據埃塞俄比亞中央統計局2005年人口普查的資料，薩甘人口約5,335，其中男性2,592人，女性2,743人。